# Ivan Tomečak
Ivan Tomečak (Zagreb, 7 december 1989) is een Kroatisch voetballer die als rechtsback speelt.
Hij tekende in 2016 bij het Saoedische Al-Nassr. In 2014 debuteerde hij voor Kroatië.

## Clubcarrière
Tomečak is een jeugdproduct van Dinamo Zagreb. In augustus 2007 werd hij voor achttien maanden uitgeleend aan derdeklasser NK Lokomotiva. In zijn eerste seizoen hielp hij de club aan promotie naar de 2. HNL, het tweede hoogste niveau in Kroatië. Op 1 maart 2009 debuteerde de Kroaat voor Dinamo Zagreb tegen NK Slaven Belupo. Op 5 april 2009 maakte hij zijn eerste competitietreffer tegen HNK Cibalia Vinkovci. Op 22 oktober 2009 maakte Tomečak zijn eerste Europese treffer in de UEFA Europa League tegen AFC Ajax. Op 22 november 2011 maakte hij zijn eerste doelpunt in de UEFA Champions League in de Estadio Santiago Bernabéu tegen Real Madrid. In juli 2013 maakte hij transfervrij de overstap naar HNK Rijeka. Op 12 juli 2013 debuteerde Tomečak voor zijn nieuwe club in de competitiewedstrijd tegen NK Istra 1961. Na een kwartier maakte hij de openingstreffer. Op 31 augustus 2015 tekende Tomečak bij Dnipro Dnipropetrovsk. HNK Rijeka verdiende een miljoen euro aan de transfer naar Oekraïne. Nadat Tomečak zijn contract in Oekraïne verbrak, vertrok de Kroaat naar het Saoedische Al-Nassr.

## Interlandcarrière
Op 12 november 2014 debuteerde Tomečak voor Kroatië in de vriendschappelijke interland tegen Argentinië in het Londense Boleyn Ground, het stadion van West Ham United. Hij viel na 71 minuten in voor Hrvoje Milić. Anas Sharbini bracht de Kroaten na 11 minuten op voorsprong. In de tweede helft beslisten Cristian Ansaldi en Lionel Messi de wedstrijd in het voordeel van de Argentijnen. Hij werd opgeroepen in mei 2015 door de Kroatische bondscoach voor de vriendschappelijke wedstrijd tegen Gibraltar en de EK-kwalificatiewedstrijd tegen Italië op respectievelijk 7 juni en 12 juni 2015. In de wedstrijd tegen Gibraltar kwam Tomečk niet in actie. Een aantal dagen later viel de Kroaat samen met nog andere spelers af voor de wedstrijd tegen de Azzurri.

## Clubstatistieken
| Seizoen         | Club                | Competitie      | Competitie | Competitie | Play-offs | Play-offs | Beker | Beker | Europa | Europa | Totaal | Totaal |
| Seizoen         | Club                | Competitie      | Wed.       | Dlp.       | Wed.      | Dlp.      | Wed.  | Dlp.  | Wed.   | Dlp.   | Wed.   | Dlp.   |
| --------------- | ------------------- | --------------- | ---------- | ---------- | --------- | --------- | ----- | ----- | ------ | ------ | ------ | ------ |
| 2007/08         | Dinamo Zagreb       | 1. HNL          | 0          | 0          | —         | —         | 0     | 0     | 0      | 0      | 0      | 0      |
| 2007/08         | → Lokomotiva Zagreb | 3. HNL          | 32         | 2          | —         | —         | 0     | 0     | —      | —      | 32     | 2      |
| 2008/09         | → Lokomotiva Zagreb | 2. HNL          | 15         | 2          | —         | —         | 0     | 0     | —      | —      | 15     | 2      |
| 2008/09         | Dinamo Zagreb       | 1. HNL          | 13         | 4          | —         | —         | 3     | 0     | 0      | 0      | 16     | 4      |
| 2009/10         | Dinamo Zagreb       | 1. HNL          | 17         | 1          | —         | —         | 3     | 0     | 8      | 1      | 28     | 2      |
| 2010/11         | Dinamo Zagreb       | 1. HNL          | 22         | 4          | —         | —         | 4     | 2     | 4      | 0      | 30     | 6      |
| 2011/12         | Dinamo Zagreb       | 1. HNL          | 14         | 3          | —         | —         | 5     | 0     | 6      | 1      | 25     | 4      |
| 2012/13         | Dinamo Zagreb       | 1. HNL          | 8          | 0          | —         | —         | 1     | 0     | 1      | 0      | 10     | 0      |
| 2013/14         | HNK Rijeka          | 1. HNL          | 26         | 2          | —         | —         | 4     | 1     | 10     | 0      | 40     | 3      |
| 2014/15         | HNK Rijeka          | 1. HNL          | 33         | 4          | —         | —         | 3     | 1     | 11     | 0      | 47     | 5      |
| 2015/16         | HNK Rijeka          | 1. HNL          | 5          | 0          | —         | —         | 0     | 0     | 1      | 0      | 6      | 0      |
| 2015/16         | FK Dnipro           | Premjer Liha    | 9          | 0          | —         | —         | 0     | 0     | 4      | 0      | 13     | 0      |
| 2016/17         | FK Dnipro           | Premjer Liha    | 0          | 0          | —         | —         | 0     | 0     | 0      | 0      | 0      | 0      |
| 2016/17         | Al-Nassr            | Premier League  | 26         | 2          | —         | —         | 1     | 0     | 0      | 0      | 27     | 2      |
| 2017/18         | KV Mechelen         | Eerste klasse   | 9          | 0          | 0         | 0         | 0     | 0     | —      | —      | 9      | 0      |
| 2017/18         | Club Brugge         | Eerste klasse   | 5          | 1          | 0         | 0         | 1     | 0     | 0      | 0      | 6      | 1      |
| 2018/19         | Club Brugge         | Eerste klasse   | 3          | 0          | 0         | 0         | 0     | 0     | 0      | 0      | 3      | 0      |
| 2018/19         | HNK Rijeka          | 1. HNL          | 2          | 0          | —         | —         | 1     | 0     | 0      | 0      | 3      | 0      |
| 2019/20         | HNK Rijeka          | 1. HNL          | 23         | 2          | —         | —         | 3     | 0     | 2      | 0      | 28     | 2      |
| 2020/21         | HNK Rijeka          | 1. HNL          | 32         | 0          | —         | —         | 3     | 0     | 8      | 1      | 43     | 1      |
| 2021/22         | HNK Rijeka          | 1. HNL          | 14         | 1          | —         | —         | 1     | 0     | 6      | 0      | 21     | 1      |
| 2021/22         | Paphos FC           | A Divizion      | 13         | 0          | —         | —         | 1     | 0     | 0      | 0      | 14     | 0      |
| Carrière totaal | Carrière totaal     | Carrière totaal | 321        | 32         | 0         | 0         | 34    | 4     | 61     | 3      | 415    | 39     |

## Erelijst
| Competitie              |               |                                    |               |               |
| Competitie              | Aantal        | Jaren                              |               |               |
| Dinamo Zagreb           | Dinamo Zagreb | Dinamo Zagreb                      | Dinamo Zagreb | Dinamo Zagreb |
| ----------------------- | ------------- | ---------------------------------- | ------------- | ------------- |
| Landskampioen Kroatië   | 4x            | 2008/09, 2009/10, 2010/11, 2012/13 |               |               |
| Kroatische voetbalbeker | 3x            | 2008/09, 2010/11, 2011/12          |               |               |
| Kroatische Supercup     | 1x            | 2010                               |               |               |
| HNK Rijeka              |               |                                    |               |               |
| Kroatische voetbalbeker | 3x            | 2013/14                            |               |               |
| Kroatische Supercup     | 1x            | 2014                               |               |               |
| Club Brugge             |               |                                    |               |               |
| Landskampioen België    | 1x            | 2017/18                            |               |               |
| Belgische Supercup      | 1x            | 2018                               |               |               |